# Колонна Веллингтона
Колонна Ве́ллингтона (англ. Wellington's Column) или также Памятник Ватерлоо, посвященный 1-му герцогу Веллингтону, располагается на углу улицы Уильяма Брауна и Лайм, города Ливерпуль, в Англии.

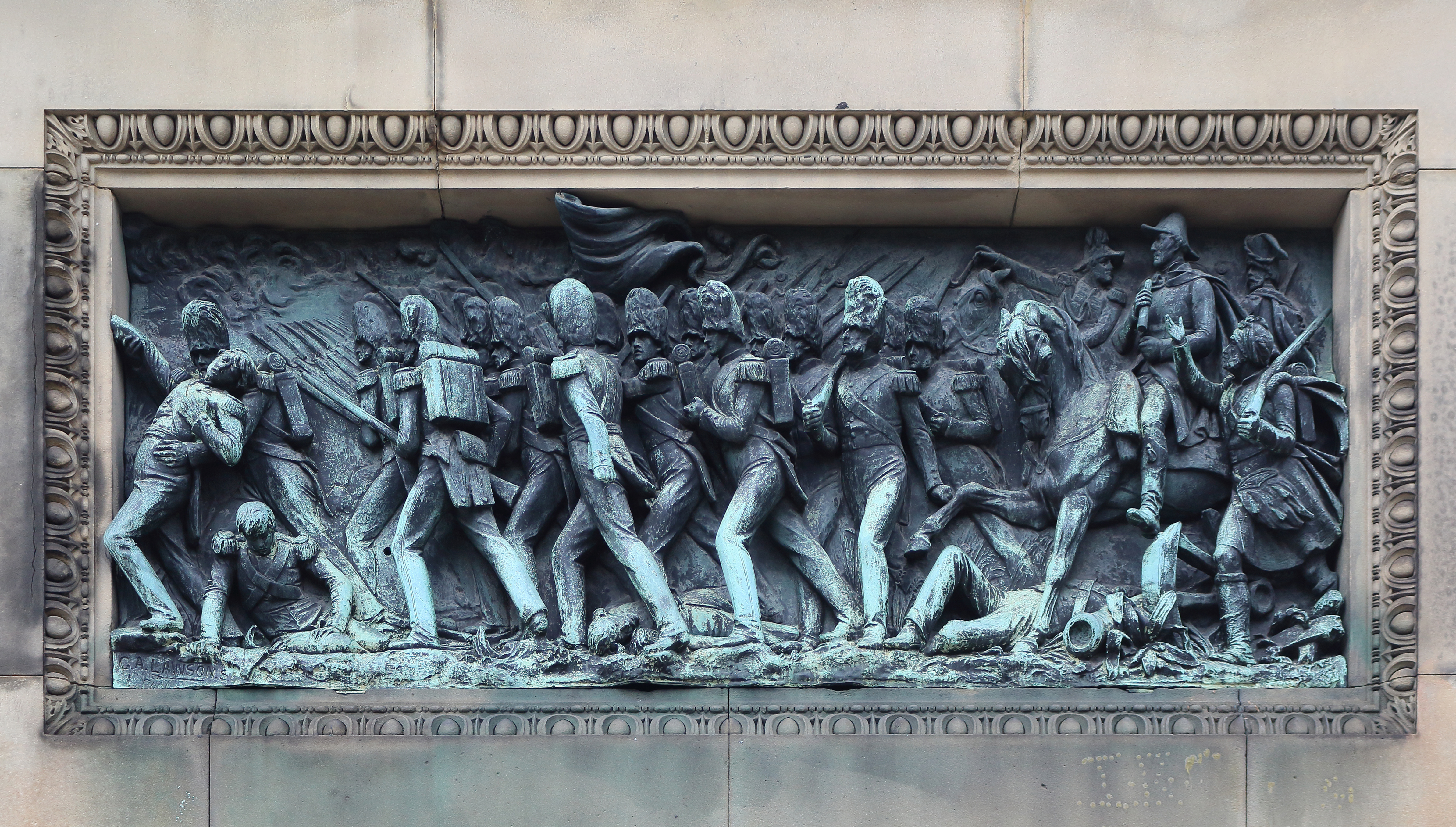
Рельеф Битва при Ватерлоо

## История
После смерти герцога Веллингтона в 1852 году, в Ливерпуле решили воздвигнуть памятник в честь его побед. Был создан комитет с целью сбора средств, но люди сдавали деньги неохотно. В 1856 году был устроен конкурс на лучший проект, чтобы найти скульптора для колонны, его выиграл Эндрю Лоусон. В дальнейшем, в 1861 году был устроен второй конкурс, на этот раз требовалось создать статую герцога, этот конкурс выиграл Джордж Андерсон Лоусон. Первый камень в фундамент был заложен 1 мая 1861 года мэром Ливерпуля. Строительство завершилось к концу 1865 года.

## Описание
Фундамент памятника создан из песчаника, пьедестал из гранита. Высота памятника 132 фута (40,2 м), в том числе высота колонны 81 фут (24,6 м) и самой статуи 25 фута (7,6 м), плюс ступенчатое основание с квадратным пьедесталом. На каждой стороне постамента бронзовая доска, на углах бронзовые орлы с гирляндами по бокам. На постаменте — рифлёная колонна римского дорического ордера. В колонне 169 ступеней, ведущих к смотровой площадке. В верхней части колонна представляет собой цилиндр, увенчанный куполом, на котором располагается бронзовая статуя герцога. Она изготовлена из меди трофейных пушек, захваченных в битве при Ватерлоо.
Латунная доска в южной части пьедестала — с рельефным изображением окончания в битвы при Ватерлоо, на рельефах восточной и западной части колонны изображены другие победные сражения герцога.